# Гардер, Михаил Васильевич
Михаил Васильевич Гардер (20 октября 1916, Саратов — 3 мая 1993, Париж) — французский военный, историк, публицист, масон, основатель современного российского регулярного масонства, 33° ДПШУ.

## Биография
Михаил Васильевич Гардер родился Саратове в 1916 году, и жил там до отъезда его семьи в эмиграцию. В 1920 был вывезен в Константинополь. Во Францию семья переехала в 1922 году. После окончания муниципального колледжа в Каннах, в возрасте 18 лет, в 1934 году поступил добровольцем во французскую армию. Окончил курс кавалерийской школы в Сомюре и стал командиром эскадрона.
В начале Второй мировой войны отличился на бельгийском фронте, а в июле 1940 года стал сотрудником французских спецслужб. В сентябре того же года он был направлен для подпольной работы в оккупированную зону Франции, где через три года был арестован нацистами. Чудом остался жив, пройдя через такие концентрационные лагеря, как Освенцим, Бухенвальд, Флоссенбург и Флее. Дважды с советскими военнопленными он совершал попытки побега, едва за это не был расстрелян и содержался в страшных штрафных командах в нацистских лагерях смерти. Добравшись по окончании войны до американской зоны оккупации, Гардер продолжил работу во французских спецслужбах и принимал участие в операциях в Алжире и Индокитае. Затем последовала служба в информационном отделе, преподавательская работа в высших военных школах. В 1964 году Михаил Васильевич стал кавалером ордена Почётного легиона. В том же году вышел в отставку в чине полковника.
Через некоторое время становится вице-председателем Центра по изучению западно-восточных отношений в Мюнхене, советником Института стратегических вопросов, входит в ряды нескольких общественных организаций, начинает активную историко-публицистическую работу, выпускает ряд книг о коммунистическом обществе и разведывательной деятельности, выступает со страниц газеты «Русская мысль» с постоянным аналитическим обзором событий в СССР и в мире. За книгу «История германо-советской войны» (на французском языке) удостоен премии Broquette Gonin Французской академии (1963 год). Главным делом жизни Михаила Васильевича Гардера становится масонство, в котором он активно участвует с 1957 года и вплоть до своей смерти в 1993 году.
Был президентом Ассоциации бывших служащих Кирасирского полка.
Скончался 3 мая 1993 года в госпитале Клиши. Похоронен на кладбище Батиньоль.

## В масонстве
Посвящён в парижской русской ложе «Астрея» № 500 (ВЛФ) 13 июня 1957 года. Возвышен в степень подмастерья 23 мая 1958 года. Возведён в степень мастера-масона 12 июня 1959 года. Оратор ложи в 1960—1962 годах. Досточтимый мастер в 1962—1964 годах.
Активный участник перехода в регулярное масонство (в ВНЛФ) в 1964 году. В том же 1964 году при его непосредственном участии учреждается ложа «Астрея» № 100 под юрисдикцией Великой национальной ложи Франции. Михаил Васильевич принимает участие в работах многочисленных масонских лож во второй половине 1980 годов. В Верховном совете для Франции (ДПШУ) становится «могучим державным лейтенантом великого командора» (первым заместителем великого командора).
С начала 1990-х годов, будучи уже в преклонном возрасте, вёл активную работу по возвращению регулярного масонства в Россию. Благодаря его усилиям в Великую национальную ложу Франции перешла группа масонов из либерального Великого востока Франции. Все перешедшие были приняты в ложу «Астрея» № 100 14 января 1992 года, после чего была учреждена ложа «Гармония» № 698, которая с осени того же года начала проводить свои работы в Москве. Впоследствии, ложа «Гармония» стала материнской для всех лож созданных в России. Сейчас ложа «Гармония», в реестре лож Великой ложи России, значится под № 1.
Михаил Васильевич Гардер в начале 1993 года посвятил ряд русских мастеров-масонов в дополнительные степени Древнего и принятого шотландского устава. Эти же масоны в 1996 году создали Верховный совет России Древнего и принятого шотландского устава.

### Память
В честь достославного брата Михаила Гардера названа консистория 32° Верховного совета России Древнего и принятого шотландского устава.

## Труды
- Michel Garder. Histoire de l'armée soviétique. — Paris: Plon, 1959. — 308 p.
- Michel Garder. A history of the Soviet Army. — Pall Mall P, 1966. — 226 p.
- Michel Garder. A history of the Soviet Army. — Etats-Unis, Royaume-Uni: New York; Washington; London: F.A. Praeger, 1967. — 226 p.
- Michel Garder. La Guerre secrète des Services spéciaux français, 1935-1945. — Le Cercle du nouveau livre d'histoire, 1967. — 226 p.
- Michel Garder. La Guerre secrète des Services spéciaux français, 1935-1945. — Paris: Plon, 1967. — 524 p.
- Michel Garder. L'Agonie du régime en Russie soviétique. — Paris: Table ronde, 1965. — 216 p. — ISBN 2710319365.
- Michel Garder. Les camarades. — Paris: Table ronde, 1964. — 361 p. — ISBN 2710311100.
- Michel Garder. Mao Tsé-toung. — Table ronde: Table ronde, 1960. — 126 p. — ISBN 2710319268.
- Michel Garder. Une guerre pas comme les autres. La guerre germano-soviétique. — Paris: Table ronde, 1962. — 344 p.
- Michel Garder. Les Eglises chrétiennes en URSS et dans les démocraties populaires. — Paris: [s.n.], 1973. — 29 p.

Статьи в журналах
- Michel Garder. Agonia reżymu w ZSSR (пол.) // Biblioteka Kultury : журнал. — 1955. — Nr 122. — ISSN 0406-0393.

Как автор-исследователь опубликовал ряд статей в La Revue Défense Nationale:
- Michel Garder. Le jeu de la dissuasion dans la crise au Vietnam (фр.) // La Revue Défense Nationale : журнал. — 1965. — No 235. — ISSN 2105-7508.
- Michel Garder. La « révolution de palais » de Moscou (фр.) // La Revue Défense Nationale : журнал. — 1964. — No 230. — ISSN 2105-7508.
- Michel Garder. L'armée soviétique (фр.) // La Revue Défense Nationale : журнал. — 1955. — No 130. — ISSN 2105-7508.
- Michel Garder. De l'armée impériale à l'armée soviétique (фр.) // La Revue Défense Nationale : журнал. — 1955. — No 129. — ISSN 2105-7508.

Опубликовал ряд статей в журнале «Esope»:
- Michel Garder. Le communisme, c'est la guerre (фр.) // Esope : журнал. — 1979. — No 397.
- Michel Garder. Un printemps lourd de menaces (фр.) // Esope : журнал. — 1979. — No 398.
- Michel Garder. Une nouvelle phase dans les relations soviéto-chinoises (фр.) // Esope : журнал. — 1982. — No 424.